# Ensaio (programa de televisão)
Ensaio é um programa de televisão musical brasileiro criado em 1969. O programa foi exibido originalmente pela TV Tupi São Paulo e posteriormente pela TV Cultura.

## História
Criado e dirigido por Fernando Faro, o programa surgiu na TV Tupi São Paulo em 1969 com o nome "Ensaio". Foi exibido nesse canal até 1971, quando Faro ingressou na TV Cultura, também de São Paulo, e o programa foi rebatizado como "MPB Especial" em 1972.
Já na TV Cultura, onde ficou entre 1972 e 1975, o programa foi rebatizado de "MPB Especial", época em que foram entrevistados nomes como Elis Regina, Adoniran Barbosa, Cartola e Jackson do Pandeiro, entre outros. Entre 1976 a 1989, quando Faro passou por diferentes emissoras de televisão, o programa foi descontinuado, até que retomou suas exibições na TV Cultura como o nome original "Ensaio".
O programa tornou-se um importante marco para a música e para a televisão brasileira. Sua característica principal era o registro intimista dos artistas entrevistados, que apareciam em close no rosto e nas mãos, e também a luz baixa e os momentos de silêncio antes das respostas e entre as performances musicais. Ao implantar esse formato de entrevistas mescladas com performances ao vivo e ter entre seus convidados os maiores artistas da música brasileira, criou-se um acervo que retrata todo um tempo da criação musical no Brasil.
Após a morte de Faro no dia 25 de abril de 2016, a TV Cultura passou a exibir reprises de antigos programas. Foram cerca de 700 edições contando as três versões da atração.